# Yona Walesi
Yona Walesi (ur. 1 grudnia 1979) – malawijski pływak specjalizujący się w stylu dowolnym.
Brał udział w pływaniu na 50 metrów stylem dowolnym na Letnich Igrzyskach Olimpijskich 2004, zajmując 83. miejsce.